# Подкарпатская культура

Подкарпатская культура — археологическая культура бронзового века. Является региональным вариантом культуры шнуровой керамики.

## Локальные группы и датировка
Подкарпатская археологическая культура включает в себя четыре локальные группы:
1. Краковско-Сандомирскую;
2. Любачевскую;
3. Верхне-Днестровскую (XXIX—XVII века до н. э.);
4. Подольскую (XXV—XIV века до н. э.).